# Liniez
Liniez – miejscowość i gmina we Francji, w Regionie Centralnym, w departamencie Indre.
Według danych na rok 1990 gminę zamieszkiwało 339 osób, a gęstość zaludnienia wynosiła 13 osób/km² (wśród 1842 gmin Centre, Liniez plasuje się na 807. miejscu pod względem liczby ludności, natomiast pod względem powierzchni na miejscu 457.).